# Пілар-де-ла-Орадада
Пілар-де-ла-Орадада, Ел-Пілар-де-ла-Форадада (ісп. Pilar de la Horadada (офіційна назва), валенс. El Pilar de la Foradada) — місто і муніципалітет в Іспанії, у складі автономної спільноти Валенсія, у провінції Аліканте. Населення — 22 949 осіб (2022).
Місто розташоване на відстані близько 380 км на південний схід від Мадрида, 60 км на південний захід від Аліканте.
На території муніципалітету розташовані такі населені пункти: (дані про населення за 2010 рік)
- Пілар-де-ла-Орадада: 17861 особа
- Торре-де-ла-Орадада: 4694 особи

## Демографія
Динаміка населення (INE ):

## Галерея зображень

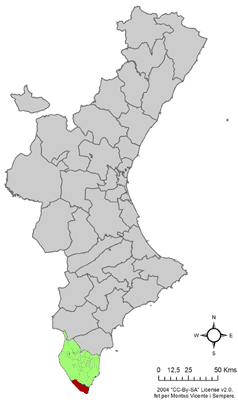
Розташування муніципалітету Пілар-де-ла-Орадада у автономній спільноті Валенсія
Розташування муніципалітету Пілар-де-ла-Орадада у комарці Вега-Баха-дель-Сегура